# Gare de Pringy
Gare de Pringy – przystanek kolejowy w Pringy, w departamencie Górna Sabaudia, w regionie Owernia-Rodan-Alpy, we Francji. 
Jest przystankiem kolejowym Société nationale des chemins de fer français (SNCF), obsługiwanym przez pociągi TER Rhône-Alpes. 

## Położenie
Znajduje się na wysokości na km 44,135 linii Aix-les-Bains – Annemasse, pomiędzy stacjami Groisy-Thorens-la Caille i Annecy.